# Océanite cul-blanc
Hydrobates leucorhous
Espèce
Synonymes
- Oceanodroma leucorhoa
- Procellaria leucorhoa

Statut de conservation UICN

 VU A2bce+3bce+4bce : Vulnérable
L'Océanite cul-blanc ou Pétrel cul-blanc (Hydrobates leucorhous, anciennement Oceanodroma leucorhoa) est une espèce d'oiseaux de mer de la famille des Hydrobatidae.

## Morphologie

### Mensurations
Cet oiseau de 18 à 21 cm et d'une envergure de 43 à 48 cm pèse de 40 à 50 g.

### Plumage
Sa tête, son dos et ses épaules sont d'un gris-brunâtre très sombre ; ses flancs sont bruns. Une bande plus claire parcourt le dessus de l'aile, du poignet au bas du dos. Le reste de l'aile est noir, de même que la queue, le ventre et le dessous des ailes. Le croupion présente cependant une tache blanche traversée d'une fine bande médiane noire. Les pattes, le bec et les yeux sont noirs.

### Espèces proches
L'Océanite cul-blanc peut être confondu avec la Guifette noire qui a le bec plus long et le croupion entièrement sombre, ou avec l'Océanite tempête qui est plus petit et a le dessus des ailes entièrement sombre.

## Comportement

### Alimentation
L'Océanite cul-blanc suit les cétacés et les poissons prédateurs afin de récupérer, tout en restant en vol, des miettes de poissons ou d'invertébrés marins, voire de l'huile de poisson flottant en surface. Il lui arrive de suivre les navires de pêche afin de profiter des rebuts rejetés en mer.

### Comportement social
Cet oiseau vit généralement en petits groupes. Silencieux lorsqu'il est en mer, il émet au nid des gloussements et des couinements.

### Reproduction

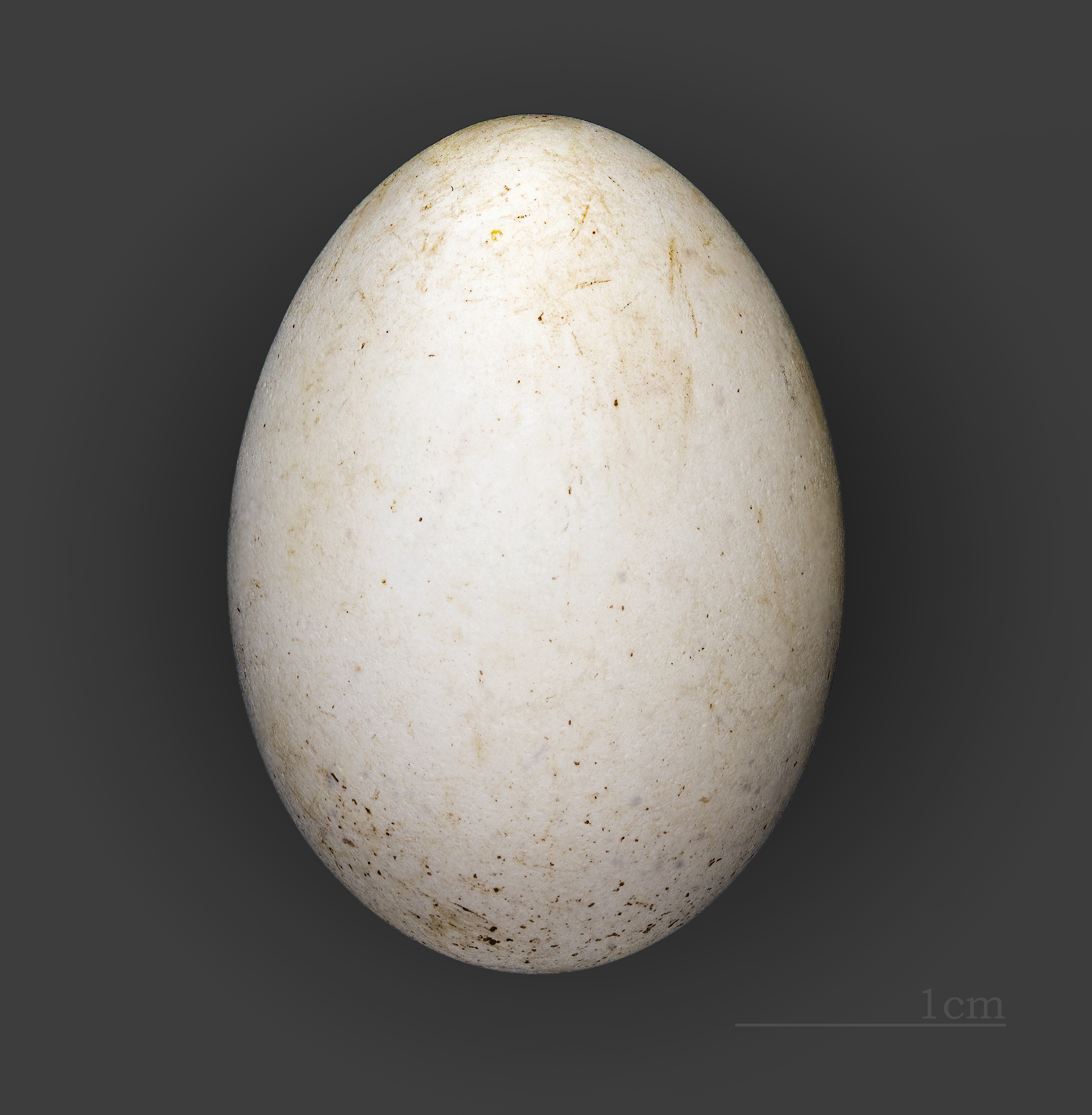
Œuf d'Océanite cul-blanc
(coll.MHNT)

Ne venant à terre que pour nicher, cet oiseau choisit un nid dans un trou ou un terrier dans les rochers de la côte. La saison de nidification se déroule d'avril à juillet. Un seul œuf est pondu. Un des deux parents couve, tandis que l'autre part en mer en quête de nourriture et ne reviendra qu'à la nuit tombée.

### Longévité
Cet oiseau peut vivre jusqu'à 24 ans.

## Répartition et habitat

Carte de répartition

Cet oiseau de mer hauturier ne vient à terre que pour nicher, et uniquement de nuit. Il peut arriver qu'on le voie, lors de tempêtes d'automne, passer non loin de la côte, voire être déporté à l'intérieur des terres, mais cela reste rare.

## Systématique

### Sous-espèces
D'après la classification de référence (version 14.1, 2024) de l'Union internationale des ornithologues, l'Océanite cul-blanc possède 2 sous-espèces :
- Hydrobates leucorhous leucorhous  (Vieillot, 1818)  — répandu ;
- Hydrobates leucorhous chapmani  (Berlepsch, 1906)  - îles Coronado et San Benito (Californie).